# Libellus
Al tempo dell'Impero romano il libello era una supplica indirizzata all'imperatore con cui si chiedevano diverse cose, dal trasferimento di un processo al tribunale imperiale alla riabilitazione di un condannato, oppure l'ottenimento o il mantenimento di sgravi fiscali e immunità fiscali. A indirizzare queste suppliche potevano essere sia singoli individui sia intere città.
Con questo termine si indicava però anche un'opera satirica che attaccava gli imperatori o i privati cittadini.